# Carfizzi
Carfizzi (albanès Karfici) és un municipi italià, dins de la província de Crotona. L'any 2007 tenia 868 habitants. És un dels municipis on viu la comunitat arbëreshë. Limita amb els municipis de Cirò, Melissa, Pallagorio, San Nicola dell'Alto i Umbriatico.

## Administració
| Període | Identitat                 | Partit        |
| ------- | ------------------------- | ------------- |
| 2006-   | Caterina Carmela Tascione | Llista Cívica |

## Personatges il·lustres
- Carmine Abate, escriptor.